# Dobrão
Dobrao – złote monety brazylijskie i portugalskie o wartości 2, 2½ i 5 moedas de ouro, bite w Rio de Janeiro, Bahii, Minas Gerais i Lizbonie na początku XVIII w. Masa monety 5 moedas de ouro wynosiła 53,789 grama, w tym było 49,306 grama czystego złota. Na awersie umieszczono tarczę herbową i wartość nominalną w reisach, a na rewersie – krzyż.